# بينغي أولسون
بينغي أولسون (بالإنجليزية: Benji Olson)‏ هو لاعب كرة قدم أمريكية أمريكي، ولد في 5 يونيو 1975 في بريميرتون في الولايات المتحدة.

## وصلات خارجية
- بينغي أولسون على موقع مرجع كرة القدم المحترفة.كوم (الإنجليزية)